# Siedlce
Siedlce é um município da Polônia, na voivodia da Mazóvia. Estende-se por uma área de 31,86 km², com 77 990 habitantes, segundo os censos de 2019, com uma densidade de 2 448 hab/km².

## História
A cidade remonta pelo menos ao século XV. Siedlce recebeu os direitos de cidade em 1547. Siedlce atingiu um elevado esplendor cultural e económico nos tempos da Aleksandra Ogińska da família Czartoryski. Ela herdou a cidade depois da morte do seu pai em 1775. Graças a ela, Siedlce tornou-se um dos centros culturais mais importantes na Polónia. Para os espetáculos organizados na cidade era convidada a elite do país. O rei Estanislau II da Polónia  era recebido frequentemente pela duquesa Ogińska. Nos tempos das partições os habitantes de Siedlce participaram ativamente nas insurreições nacionais. Depois da recuperação da independência polaca em 1918 a cidade desenvolveu-se novamente. No período de 20 anos entre as Guerras Mundiais Siedlce - um dos principais centros da Voivodia de Lublin - era um centro de comércio e artesanato (alfaiataria e sapataria). Siedlce era o maior mercado do trabalho na região. A cidade tinha boas infraestruturas educacionais nomeadamente escolas secundárias públicas de educação geral e profissional. Durante a Segunda Guerra Mundial Siedlce foi uma zona da atividade da guerrilha polaca. Mais de 50% de seus edifícios foram destruídos durante a Segunda Guerra Mundial. Em 1969, iniciou a sua atividade a Escola Superior dos Professores, agora Universidade de Ciências Naturais e Humanas em Siedlce. Um dos principais eventos Siedlce contemporânea foi a visita do Papa João Paulo II em 1999.

## Monumentos
- Igreja de Santo Estanislau, construída no século XVIII em estilo barroco com elementos neoclássicos.
- Catedral da Imaculada Conceição de Santíssima Virgem Maria, construída nos primeiros anos do século XX em estilo neogótico.
- Igreja do Sagrado Coração de Jesus, (do Ordinariato Castrense da Polónia), do século XIX.
- Capela da Santa Cruz, construída em 1791.
- Palácio dos Ogiński e parque Aleksandria foi construído na primeira metade do século XVIII.
- Paços do concelho, edifício da segunda metade do século XVIII, com uma torre encimada pela figura de Atlas segurando o globo terrestre.

## Cidades geminadas
- Pescantina, Itália (desde 1993)
- Dasing, Alemanha (desde 1998)
- Wołkowysk, Bielorrússia (desde 2000)
- Sabinov, Eslováquia (desde 2001)
- Região de Vilnius, Lituânia (desde 2002)
- Berdyczów, Ucrânia (desde 2005)
- Kirow, Rússia (desde 2008)

## Clubes desportivos
- MKP Pogoń Siedlce – futebol
- MKS Pogoń Siedlce - râguebi
- KPS Jadar Siedlce – voleibol
- WLKS Siedlce – atletismo, halterofilismo, luta livre
- TKKF Siedlce – kickboxing
- UKS “Rawa” Siedlce – esqui de fundo

## Ilustres desportistas de Siedlce
- Artur Boruc – guarda-redes, atualmente defende na AFC Bournemouth
- Lidia Chojecka – fundista (corrida dos 1500 e 3000 metros)
- Katarzyna Furmaniak, Michał Głogowski – kickboxers
- Maciej Staręga – esqui de fundo